# Edilson Pereira Nobre Júnior
Edilson Pereira Nobre Júnior (Natal, 13 de julho de 1964) é um professor, jurista e magistrado brasileiro, membro e ex-Presidente do Tribunal Regional Federal da 5.ª Região (2021-2023), sediado em Recife.

## Biografia
Em 1982, ingressou no curso de Direito da Faculdade de Natal (UFRN), onde concluiu seus estudos em 1986. Uma década mais tarde, em 1998 e 1999, realizou o Curso de Mestrado em Direito da Faculdade de Direito do Recife (UFPE), elaborando e defendendo a tese "Medidas Provisórias: Controles Legislativo e Jurisdicional" sob a orientação do Magistrado Francisco de Queiroz Cavalcanti. Logo em seguida, com o mesmo orientador, realizou o Doutorado em Direito pela mesma instituição, concluindo com a aprovação de sua tese sobre "O Princípio da Boa-Fé e Sua Aplicação no Direito Administrativo Brasileiro" em 2002.
Logo após concluir o curso de graduação em Natal, Edilson Nobre se dedicou à docência na Universidade Potiguar (UnP), onde permaneceu entre 1987 e 1990. Nesta época, também se tornou Promotor de Justiça no Rio Grande do Norte (1988) e Magistrado da Justiça Estadual, atuando como Juiz de Direito entre 1988 e 1991. Nessa época, não havia a obrigação de prática jurídica de três anos como existe atualmente para ingressar na Magistratura. Em seguida, se tornou Procurador da República do Ministério Público Federal (1991 a 1992). No dia 2 de junho de 1992, tomou posse como Juiz Federal da 5ª Região, chegando a atuar como Juiz Eleitoral entre 1997 e 1999.
Na docência universitária, Edilson Nobre foi aprovado em Concurso Público para Professor do Curso de Direito da UFRN, função que exerceu entre 1993 e 2012. A partir de 2015, tornou-se Professor dos cursos de graduação, mestrado e doutorado da Faculdade de Direito do Recife (UFPE), na área de Direito Público.
No dia 21 de julho de 2010, por critério de merecimento, foi escolhido pelo então Presidente Lula para integrar como Desembargador Federal o Tribunal Regional Federal da 5ª Região.
Na Administração do Poder Judiciário, foi Diretor da Seção da Justiça Federal do Rio Grande do Norte em diferentes gestões: nos períodos de 07.01.1995 até 06.01.1996, 07.01.2001 até 06.01.2002, 07.01.2002 até 06.01.2003 e de 07.01.2005 até 06.01.2006. Em dezembro de 2020, foi eleito Presidente do Tribunal Regional Federal para o período 2021-2023.
Recentemente, alcançou o patamar máximo da carreira do magistério federal do Ensino Superior, alcançando o cargo de Professor Titular (Catedrático) de Direito Administrativo na Universidade Federal de Pernambuco. A tese, sobre controle jurisdicional das Agências Reguladoras, foi publicada e lançada como livro pela Editora Contracorrente.
Em 2022, Edilson Nobre organizou também coletânea com diversos ensaios sobre os Paradigmas do Direito Administrativo Sancionador no Estado Constitucional brasileiro, reunindo contribuições de diferentes juristas do país.
Durante a Pandemia do COVID-19, tomou decisão judicial que derrubou a exigência de "passaporte de vacinação" no desembarque de voos exclusivo no Estado do Ceará.
É autor de diversos livros jurídicos e artigos nas áreas de Direito Constitucional, Direito Administrativo, Direito Tributário e Processo Civil.
Em 2022, foi eleito para integrar a Academia Norte-rio-grandense de Letras, ocupando a cadeira de José Augusto Delgado.